# غاري هاو
غاري هاو (بالإنجليزية: Garry Howe)‏ هو لاعب كرة قدم أمريكية أمريكي، ولد في 20 يونيو 1968 في سبنسر في الولايات المتحدة.

## وصلات خارجية
- غاري هاو على موقع مرجع كرة القدم المحترفة.كوم (الإنجليزية)